# Fosfoenolpiruvatna karboksikinaza (ATP)
Fosfoenolpiruvatna karboksikinaza (ATP) (EC 4.1.1.49, fosfopiruvatna karboksilaza (ATP), fosfoenolpiruvatna karboksikinaza, fosfoenolpiruvatna karboksikinaza, fosfopiruvatna karboksikinaza (adenozin trifosfat), PEP karboksilaza, PEP karboksikinaza, PEPCK (ATP), PEPK, PEPCK, fosfoenolpiruvinska karboksilaza, fosfoenolpiruvinska karboksikinaza, fosfoenolpiruvatna karboksilaza (ATP), fosfopiruvatna karboksikinaza, ATP:oksaloacetatna karboksilijaza (transfosforilacija)) je enzim sa sistematskim imenom ATP:oksaloacetat karboksilijaza (transfosforilacija; formira fosfoenolpiruvat). Ovaj enzim katalizuje sledeću hemijsku reakciju
ATP + oksaloacetat {\displaystyle \rightleftharpoons } ADP + fosfoenolpiruvat + CO2

## Literatura
- Nicholas C. Price; Lewis Stevens (1999). Fundamentals of Enzymology: The Cell and Molecular Biology of Catalytic Proteins (Third изд.). USA: Oxford University Press. ISBN 019850229X.
- Eric J. Toone (2006). Advances in Enzymology and Related Areas of Molecular Biology, Protein Evolution (Volume 75 изд.). Wiley-Interscience. ISBN 0471205036.
- Branden C; Tooze J. Introduction to Protein Structure. New York, NY: Garland Publishing. ISBN 0-8153-2305-0.
- Irwin H. Segel. Enzyme Kinetics: Behavior and Analysis of Rapid Equilibrium and Steady-State Enzyme Systems (Book 44 изд.). Wiley Classics Library. ISBN 0471303097.

## Spoljašnje veze
- Phosphoenolpyruvate+carboxykinase+(ATP) на 